# Mellersta Värends tingslag
Mellersta Värends tingslag var ett tingslag i Kronobergs län i Mellersta Värends domsaga. Tingsplats var i Växjö.
Tingslaget bildades 1 januari 1919 av Kinnevalds tingslag och Norrvidinge tingslag och omfattade Kinnevalds härad och Norrvidinge härad. Tingslaget upplöstes 1971 och verksamheten överfördes då till Växjö tingsrätt. 